# Pepe Yñiguez
Pepe Ýñiguez es uno de los locutores oficiales en español de Los Angeles Dodgers. Pepe se unió a los Dodgers en 1998, año en que cubrió eventos especiales, e hizo su debut en como locutor a tiempo completo en 1999.

## Historia
Desde 1992, Yñiguez ha narrado varios eventos por la cadena Fox Sports Internacional, incluido la postemporada de las Grandes Ligas, Serie Mundial y la Serie del Caribe.
Yñiguez ha trabajado en la cadena KWKW desde 1982 y participó en los programas de antes y después de los partidos, además de "Hablando con los Dodgers" desde 1993. También colaboró como reemplazo para los comentaristas de los Dodgers en 1997.
Yñiguez, quien era reportero en KWKW antes de unirse a los Dodgers, también trabajó como comentarista en las transmisiones de los Raiders de Los Ángeles de la NFL entre 1993 y 1995

## Transmisiones
Actualmente comparte la transmisión de los partidos de los Dodgers con Jaime Jarrin y Fernando Valenzuela. Pepe relata diariamente las entradas 4, 5 y 6. La frase que caracteriza su relato de un jonrón es "esa pelota nunca volverá". 

## Familia
Pepe Yñiguez tiene cuatro hijos: Karissa, Jaquely, Edgar y Alenrry. Reside en La Habra, California.